# Macrourus
Macrourus es un género de peces actinopterigios de la familia Macrouridae y de la orden de los gadiformes.

## Especies
- Macrourus berglax Lacépède, 1801
- Macrourus caml P. J. McMillan, Iwamoto, A. L. Stewart & P. J. Smith, 2012
- Macrourus carinatus (Günther, 1878)
- Macrourus holotrachys Günther, 1878
- Macrourus whitsoni (Regan, 1913)

- Datos: Q2495457
- Multimedia: Macrourus / Q2495457
- Especies: Macrourus